# Matematica jocurilor de noroc
Matematica jocurilor de noroc este o colecție de aplicații probabilistice specifice jocurilor de noroc și aparține matematicii aplicate. Din punct de vedere matematic, jocurile de noroc sunt experimente care generează diverse tipuri de evenimente aleatoare, a căror probabilitate poate fi calculată folosind proprietățile probabilității pe un câmp finit de evenimente.

## Experimente, evenimente, câmpuri de probabilitate
Procesele tehnice ale unui joc reprezintă experimente care generează evenimente aleatoare. Iată câteva exemple:
- Aruncarea zarurilor în jocul de craps este un experiment care generează evenimente precum apariția anumitor numere, obținerea unei anumite sume a numerelor apărute, apariția unui număr cu anumite proprietăți (mai mic decât un anumit număr, mai mare decât un anumit număr, par, impar, etc.). Mulțimea rezultatelor posibile atașată unui astfel de experiment este {1, 2, 3, 4, 5, 6} pentru aruncarea unui zar sau {(1, 1), (1, 2), (1, 3), (1, 4), (1, 5), (1, 6); (2, 1), (2, 2), (2, 3), (2, 4), (2, 5), (2, 6); (3, 1), (3, 2), (3, 3), (3, 4), (3, 5), (3, 6); (4, 1), (4, 2), (4, 3), (4, 4), (4, 5), (4, 6); (5, 1), (5, 2), (5, 3), (5, 4), (5, 5), (5, 6); (6, 1), (6, 2), (6, 3), (6, 4), (6, 5), (6, 6)} pentru aruncarea a două zaruri. Ultima este o mulțime de perechi ordonate și are 6 x 6 = 36 elemente. Evenimentele pot fi identificate cu mulțimile, anume părți ale mulțimii rezultatelor posibile. Spre exemplu, evenimentul apariția unui număr par în experimentul de aruncare a zarului este reprezentat de mulțimea {2, 4, 6}.

- Învârtirea roții unei rulete este un experiment ale cărui evenimente generate pot fi apariția unui anumit număr, a unei anumite culori sau a unei anumite proprietăți a numerelor (mic, mare, par, impar, dintr-o anumită coloană, etc.). Mulțimea rezultatelor posibile atașată experimentului de învârtire a roții ruletei este mulțimea numerelor afișate pe ruletă: {1, 2, 3, ..., 36, 0, 00} pentru ruleta americană sau {1, 2, 3, ..., 36, 0} pentru ruleta europeană. Acestea sunt numerele înscrise pe roata ruletei și pe masa de joc. Evenimentul apariția unui număr roșu este reprezentat de mulțimea {1, 3, 5, 7, 9, 12, 14, 16, 18, 19, 21, 23, 25, 27, 30, 32, 34, 36}.

- Împărțirea cărților la blackjack de către crupier este un experiment care generează evenimente ca apariția unei anumite cărți sau unei anumite valori pentru prima carte primită, obținerea unui anumit total valoric din primele două cărți primite, depășirea a 21 de puncte din primele trei cărți primite, etc. În jocurile de cărți întâlnim multe tipuri de experimente și categorii de evenimente. Fiecare tip de experiment are propria sa mulțime a rezultatelor posibile. Spre exemplu, experimentul de distribuire a primei cărți primului jucător are drept mulțime a rezultatelor posibile toată mulțimea celor 52 de cărți (sau 104, dacă se folosesc două pachete). Experimentul de distribuire a celei de-a doua cărți primului jucător are drept mulțime a rezultatelor posibile mulțimea tuturor celor 52 de cărți (sau 104), mai puțin prima carte distribuită. Experimentul de distribuire a primelor două cărți primului jucător are drept mulțime a rezultatelor posibile o mulțime de perechi ordonate, anume toate aranjamentele de 2 cărți din cele 52 (sau 104).

Într-un joc de blackjack cu un singur jucător, evenimentul jucătorul primește o carte de 10 puncte drept prima carte este reprezentată de mulțimea de cărți {10♠, 10♣, 10♥, 10♦, J♠, J♣, J♥, J♦, Q♠, Q♣, Q♥, Q♦, K♠, K♣, K♥, K♦}.
Evenimentul jucătorul obține un total de cinci puncte din primele două cărți primite este reprezentat de mulțimea {(A, 4), (2, 3)} de combinări a câte două elemente din mulțimea valorilor cărților, care de fapt numără 4 x 4 + 4 x 4 = 32 combinări de cărți (ca valoare și simbol).
- Strategia la blackjack cu număratul cărților este bazată pe niște calcule matematice simple. De exemplu, sistemul Hi-Lo este bazat pe valoarea pozitivă, negativă sau neutră a cărților, ieșite pe masa. Prin folosirea unei formule matematice simple se poate estima dacă în pachet au rămas mai multe cărți slabe sau mai multe cărți puternice.

- La loteria 6/49, experimentul de extragere a 6 numere din cele 49 generează evenimente precum apariția a șase numere date, apariția a cinci din șase numere date, apariția a cel puțin unui număr dintr-un grup de numere dat, etc. În acest experiment, mulțimea rezultatelor posibile este mulțimea tuturor combinărilor de 6 numere din cele 49.

- În poker-ul clasic, experimentul de distribuire a mâinilor inițiale de cinci cărți generează evenimente ca: distribuția unei anumite valori unui anumit jucător, distribuția unei perechi la cel puțin doi jucători, distribuția a patru cărți cu simboluri identice cel puțin unui jucător, etc. În acest caz, mulțimea rezultatelor posibile este mulțimea tuturor combinărilor de 5 cărți din cele ale pachetului folosit. Distribuirea a două cărți noi unui jucător care a decartat două cărți este un alt experiment, a cărui mulțime a rezultatelor posibile este acum mulțimea tuturor combinărilor de 2 cărți din cele ale pachetului, mai puțin cărțile văzute de observatorul care rezolvă problema probabilității.

De exemplu, dacă vă aflați într-un joc cu 52 de cărți în situația de mai sus și vreți să calculați probabilități privind mâna dvs., mulțimea rezultatelor posibile la care trebuie să vă raportați este mulțimea tuturor combinărilor de 2 cărți din cele 52, fără cele 3 cărți pe care le aveți în mână și fără cele 2 cărți decartate. Astfel, această mulțime a rezultatelor posibile numără toate combinările de 2 cărți din 47 (combinări de 47 luate câte 2).

## Modelul probabilistic
Un model probabilistic se bazează pe un experiment și o structură matematică atașată acelui experiment, anume câmpul de evenimente. Evenimentul este unitatea structurală cu care lucrează teoria probabilităților.
În jocurile de noroc există multe categorii de evenimente și toate pot fi predefinite textual. În exemplele anterioare de experimente din domeniul jocurilor de noroc, am luat cunoștință cu câteva evenimente pe care aceste experimente le generează. Ele reprezintă o parte infimă a mulțimii tuturor evenimentelor, care de fapt este mulțimea părților mulțimii rezultatelor posibile.
Pentru un joc specific, evenimentele pot fi de diverse tipuri:
- evenimente privind propriul joc sau jocul adversarilor;
- evenimente privind jocul unei singure persoane sau al mai multor persoane;
- evenimente imediate sau evenimente cu bătaie lungă.

Fiecare categorie poate fi divizată mai departe în multe alte subcategorii, în funcție de jocul la care se referă. Din punct de vedere matematic, aceste evenimente nu sunt altceva decât submulțimi, iar câmpul de evenimente este o algebră booleană. 
Între aceste evenimente, găsim evenimente elementare și compuse, compatibile și incompatibile, independente și ne-independente.
- În experimentul de aruncare a zarului:
  - Evenimentul {3, 5} (a cărui definiție textuală este apariția lui 3 sau 5) este compus, deoarece {3, 5}= {3} U {5};
  - Evenimentele {1}, {2}, {3}, {4}, {5}, {6} sunt elementare;
  - Evenimentele {3, 5} și {4} sunt incompatibile sau exclusive deoarece nu se pot produce simultan;
  - Evenimentele {1, 2, 5} si {2, 5} sunt compatibile, deoarece intersecția lor nu este vidă;
- În experimentul de aruncare a două zaruri unul după altul, evenimentele apariția lui 3 pe primul zar și apariția lui 5 pe al doilea zar sunt independente, deoarece producerea primului nu depinde de producerea celui de-al doilea și invers.
- În experimentul de distribuire a celor două cărți individuale în Texas Hold’em Poker:
  - Evenimentul de distribuire a cărților (3♣, 3♦) unui jucător este un eveniment elementar;
  - Evenimentul de distribuire a două cărți de valoare 3 unui jucător este compus, deoarece este reuniunea evenimentelor (3♣, 3♠), (3♣, 3♥), (3♣, 3♦), (3♠, 3♥), (3♠, 3♦) și (3♥, 3♦);
  - Evenimentele jucătorul 1 primește o pereche de popi și jucătorul 2 primește o pereche de popi sunt compatibile (se pot produce simultan);
  - Evenimentele jucătorul 1 primește doi conectori de cupă mai mari ca J și jucătorul 2 primește doi conectori de cupă mai mari ca J sunt incompatibile (numai unul se poate produce);
  - Evenimentele jucătorul 1 primește (7, K) și jucătorul 2 primește (4, Q) nu sunt independente (producerea celui de-al doilea depinde de producerea primului).

Acestea sunt doar câteva exemple de evenimente de joc, ale căror proprietăți de compunere, compatibilitate și independentă sunt ușor observabile. Aceste proprietăți sunt foarte importante în calculul probabilistic practic.
Modelul matematic complet este dat de câmpul de probabilitate atașat experimentului, care este tripletul mulțimea rezultatelor posibile – câmpul de evenimente – funcția probabilitate. 
Pentru orice joc de noroc, modelul probabilistic este de tipul cel mai simplu – mulțimea rezultatelor posibile este finită, câmpul de evenimente este mulțimea părților mulțimii rezultatelor posibile, fiind implicit finită, iar funcția probabilitate este dată de definiția probabilității pe un câmp finit de evenimente.

## Combinări
Jocurile de noroc sunt și un domeniu bun de exemplificare pentru combinări, permutări și aranjamente, care sunt întâlnite la tot pasul: combinări de cărți în mâna unui jucător, pe masă sau așteptate; combinări de numere la aruncarea simultană a mai multor zaruri; combinări de numere la loto sau bingo; combinări de simboluri la sloturi; permutări și aranjamente în cursele pariurilor sportive și așa mai departe.
Calculul combinatoric este o parte importantă a aplicațiilor probabilistice în jocurile de noroc. În aceste jocuri, majoritatea calculelor probabilistice care folosesc definiția clasică a probabilității revin la numărarea de combinări.
Spre exemplu, într-un joc de poker clasic, evenimentul cel puțin un jucător are un careu poate fi identificat cu mulțimea tuturor combinărilor de tipul (xxxxy), unde x și y sunt valori distincte de cărți. Aceasta mulțime are 13C(4,4)(52-4)=624 de combinări, astfel că este prea mare pentru a putea fi desfășurată aici. 
Combinări posibile sunt (3♠ 3♣ 3♥ 3♦ J♣) sau (7♠ 7♣ 7♥ 7♦ 2♣).
Acestea pot fi identificate cu evenimente elementare dintre cele care formează evenimentul de măsurat.

## Strategie și speranța matematică
Jocurile de noroc nu reprezintă numai o bază a aplicațiilor pure de calcul probabilistic, iar situațiile de joc nu sunt numai evenimente izolate a căror probabilitate numerică este stabilită prin metode matematice – ele sunt de asemenea jocuri a căror desfășurare este influențată de acțiunile umane. 
În jocurile de noroc, elementul uman are un caracter hotărâtor. Jucătorul nu este interesat numai de probabilitățile matematice ale diferitelor evenimente de joc, ci are și așteptări legate de rezultatele jocului, atâta timp cât există o interacțiune permanentă între joc și jucător. Pentru a obține rezultate favorabile în urma acestei interacțiuni, jucătorii iau în calcul toate informațiile posibile, inclusiv statistice, pentru a elabora strategii de joc.
Atâta timp cât oamenii apelează la rezultate statistice trecute pentru a obține o probabilitate subiectivă drept grad de încredere, există și procesul psihologic invers – predicția rezultatelor statistice viitoare bazate pe o probabilitate dată. Un astfel de comportament predictiv se manifestă din plin în jocurile de noroc, unde probabilitățile sunt asociate cu mizele puse în joc, cu scopul de a prevedea câștiguri sau pierderi medii în viitor.
Un astfel de câștig sau pierdere prevăzute pe baza probabilităților se numește speranța matematică sau valoare medie și este suma produselor dintre probabilitatea fiecărui rezultat posibil și câștigul său specific. Astfel, speranța matematică reprezintă suma medie pe care un jucător se așteaptă să o câștige pentru un anumit pariu repetat de mai multe ori. 
Un joc sau o situație de joc în care speranța matematică pentru jucător este zero (nu există câștig, nici pierdere netă) este numit joc corect. Atributul corect nu se referă aici la procesele tehnice ale jocului, ci la balanța șanselor dintre casă și jucător.